# نيل كانتون
نيل كانتون (بالإنجليزية: Neil Canton)‏ هو منتج أفلام أمريكي، ولد في 30 مايو 1948 في نيويورك في الولايات المتحدة.

## وصلات خارجية
- نيل كانتون على موقع IMDb (الإنجليزية)
- نيل كانتون على موقع قاعدة بيانات الفيلم (الإنجليزية)